# Emily Craig
Emily Craig (Pembury, 30 de novembro de 1992) é uma remadora britânica, campeã olímpica.

## Carreira
Craig é bacharel em História da Arte pelo Courtauld Institute of Art e mestre em arte do Leste Asiático pelo Sotheby's Institute of Art.
Craig fez parte da equipe britânica que liderou o quadro de medalhas no Campeonato Mundial de Remo de 2015 em Lac d'Aiguebelette, na França, onde ganhou uma medalha de prata como parte do quádruplo leve com Brianna Stubbs, Ruth Walczak e Eleanor Piggott. No Campeonato Mundial de Remo de 2016 em Roterdã, Craig fez parte da equipe vencedora da medalha de ouro no scull quádruplo leve feminino. Ela ganhou uma medalha de bronze no Campeonato Mundial de Remo de 2019 em Ottensheim, Áustria, como parte do skiff duplo leve.
Nos Jogos Olímpicos de Verão de 2024, em Paris, conquistou a medalha de ouro na competição de skiff duplo leve feminino, ao lado de Imogen Grant, com o tempo de 6:47.06.